# 高松秋のまつり・仏生山大名行列
高松秋のまつり・仏生山大名行列（たかまつあきのまつり・ぶっしょうざんだいみょうぎょうれつ）は香川県高松市仏生山町で毎年秋に2日間行われている祭り。

## 概要
高松藩主松平家の菩提寺・法然寺の門前町である仏生山の歴史を後世に伝えようと、1993年に第1回が開催された。現在では2日間で約15万人が訪れるイベントとなっている。

## イベント
- 秋花火大会 - 初日の夜に約1000発の花火が打ち上げられる。
- 黒門市 - フリーマーケット
- 寄合処 - バザー
- あそび処 - スタンプラリー、工作教室など
- 菊花展
- 忍者城
- よろず処 - 各団体による体験PRコーナー
- 野外劇場、町屋劇場 - ステージで地元伝統芸能やダンス、合唱などが披露される。
- 仏生山街道飛脚駅伝（2日目）
  - 江戸時代の飛脚に扮した小学生チームにより行われる駅伝大会
- 仏生山お成り街道大名行列（2日目）
  - 法然寺を参拝する高松藩の大名行列を再現する。高松市長や高松ゆめ大使（高松市の観光親善大使）、一般参加者らが高松藩主松平頼重や姫君、家臣に仮装し、ことでん仏生山駅で出陣式を行い、讃州久米流古式鉄砲保存会の号砲で出発。仏生山公園までの仏生山街道（約1,5km）を練り歩く。道中、悪党が襲ってきたという設定で殺陣が行われる。年によっては有名俳優が参加していることもある[2]。

## 会場
- 仏生山公園
- 高松琴平電気鉄道仏生山駅
- 香川県道166号岩崎高松線